# Фрина
Фрина (на старогръцки: Φρύνη) (ок. 390 пр.н.е.-ок. 330 пр.н.е.) е известна древногръцка атинска хетера, муза на гръцките творци Праксител и Апелес.
Фрина значи буквално „жаба“, прякор даден ѝ заради жълтеникавия тен на кожата ѝ. Тя е най-известната старогръцка хетера от IV век преди Хр.
Родена Мнесарете (на старогръцки: Μνησαρετή, т.е. „помнеща вярата“) в Теспия – Беотия, отива в Атина където става хетера. Много бързо нейни клиенти стават някои от най-изтъкнатите мъже на времето, като например Праксител, който според Плиний Стари я използва като модел за своята Афродита от Крит. И художника Апел, който според Атеней я използва за модел на своята Афродита Анадиомен. Известна е с високите си тарифи. Според поета комик Махон тя иска цяла мина само за една нощ. Схоластикът от 149 век преди Хр. споменава екстравагантната сума от 10 000 драхми, равностойни на един талант. Все пак, пак според Махон, тарифата ѝ варира според настроението ѝ. Нейното богатство достига такива размери, че според граматика Калистрат, тя предложила да възстановят разрушените от Александър Велики, през 336 г. пр. Хр. градски стени на Тива с едно условие – да се постави надпис „Разруши ги Александър, построи ги Фрина хетерата“. Предложението е отказано.
Като организаторка на религиозно братство от последователи на тракийския бог Изодат (Isodaetes) тя е обвинена от свой бивш клиент, че е въвела странно чуждо на Атина божество, с което развращава младите жени. Защитавана е от един от своите клиенти Хиперид, който според Атеней разбирайки че губи процеса, разкъсва туниката ѝ като разголва гръдта ѝ пред заседателите (Хелиасти), с което печели тяхното благоразположение и делото. Фрина е оправдана и занесена триумфално в храма на Афродита, докато нейният обвинител е изгонен от Ареопага (Народното събрание на Атина).
Според Елиан гърците издигнали колона със златна статуя на Фрина в Делфи. Според Атеней тя е дело на Праксител и е носела надслов „Фрина дъщеря на Епикъл от Теспия“. Плутарх също споменава за статуя дело на Пркасител в храма на Аполон в Делфи.

## Артистични вдъхновения
Фрина е вдъхновила платно на художника Жан Леон Жером (Фрина пред Ареопага, 1861) и опера на Камий Сен Санс (Фрина, 1893).
В литературния свят Чарлз Бодлер в своите поеми „Лесбос“ и „Красавицата“, както и Райнер Мария Рилке във „Фламингото“ са вдъхновени от красотата и реномето на Фрина.
През 1891 г. бъдещият Академик на Франция Морис Доне жъне голям успех представяйки в театъра на сенките Ша ноар (Chat noir – Черна котка) своята фантазия Фрина.
Споменът за Фрина е обект на филмова адаптация в Италия през 1953 г. със заглавие „Фрина – куртизанката на Ориента“, реализация на Марио Бонард.
В своята опера „Фауст“, Гуно вмъква балета „Танц на Фрина“.

## В литературата и изкуството
- Phryne before the Areopagus, Жан-Леон Жером, 1861, Hamburg Kunsthalle
- Phryne at the Poseidonia in Eleusis, Хенрик Семирадски, 1889, Музей в Санкт Петербург
- Phryne, Гюстав Буланже, 1850, Музей на Ван Гог, Амстердам, Холандия
- Phryné, опера от Камий Сен-Санс, 1893
- Lesbos и La beauté, поеми от Шарл Бодлер
- Die Flamingos, поема от Райнер Мария Рилке

## В българската литература
- „Фрина“ – поема от Пенчо Славейков (1892 г.)
- „Фрина“ – драма от Петър Славински (1933 г.)